# Serenity (singel)
Serenity – utwór amerykańskiego zespołu muzycznego Godsmack, będący jednym z singli promujących trzeci album studyjny zespołu, Faceless. Został wydany w formacie CD 17 maja 2003 roku nakładem Universal Records i Republic Records.

## Geneza
Utwór „Serenity” został zainspirowany książką Ghost Rider: Travels on the Healing Road, napisaną w 2002 roku przez Neila Pearta, długoletniego perkusistę zespołu Rush i zarazem jednego z idoli Sully’ego Erny, wokalisty oraz lidera Godsmacka. Książka opowiada o odbytej przez Pearta długodystansowej, wielomiesięcznej podróży motocyklem jako sposobie na poradzenie sobie ze skutkami życiowych tragedii, jakie dotknęły muzyka: śmierć żony i córki, śmierć psa oraz trafienie do więzienia przez jego najlepszego przyjaciela. Sam Erna w wywiadzie udzielonym MTV.com w maju 2003 roku tak opisał swoje wrażenia z książki i powody stworzenia „Serenity”: 

Ta książka jest niesamowita. On wskoczył na motocykl i w ciągu 14 miesięcy przejechał 55 000 mil przez cały świat. Jego doświadczenie w leczeniu samego siebie w drodze zainspirowało mnie do napisania tej mrocznej, plemiennej piosenki.

{{Cytat}} Nieprawidłowe/puste pola: "styl".
Z wywiadu dla MTV.com wynikało, że początkowo Erna miał nadzieję, że Peart zagra w utworze, więc wysłał perkusiście wersję demo utworu wraz ze swoją prośbą. Peart w wiadomości zwrotnej stwierdził, że nie może pojawić się na nagraniu z powodu zobowiązań związanych z trasą koncertową swojego zespołu, ale dał Godsmackowi swoje błogosławieństwo i pochwalił zespół za piosenkę „Serenity”. Natomiast jak można przeczytać w wywiadzie, jakiego Erna udzielił magazynowi Revolver w kwietniu 2023 roku, Erna i Shannon Larkin, perkusista Godsmacka, spotkali się z Neilem Peartem w Miami w 2002 roku, w którym członkowie Godsmacka wówczas mieszkali i nagrywali album Faceless, a zespół Rush akurat grał koncert, w następstwie zaproszenia wystosowanego przez asystenta Pearta do asystenta Erny. Na spotkaniu tym Erna dał Peartowi świeżo napisany tekst piosenki „Serenity” i zapytał go, czy byłby zainteresowany zagraniem ścieżki perkusyjnej w tej piosence, w reakcji na co Peart „uprzejmie odmówił”.

## Odbiór krytyczny
Bram Teitelman z tygodnika Billboard w recenzji zamieszczonej w wydaniu tego tygodnika z 28 czerwca z 2003 roku, stwierdził, że „podobny w tonie do „Voodoo” z debiutanckiego albumu zespołu z 1998 roku, „Serenity” wprawia słuchaczy w stan przypominający trans, wykorzystując kongi i minimalistyczne gitary akustyczne. Wokalista Sully Erna prezentuje szerszy zakres wokalny niż zwykle.”. Dodał także, że utwór „stanowi dobrze zbalansowane nagranie między nowoczesnym a albumowym rockiem i nie rozczaruje ogromnej bazy fanów zespołu.”.

## Teledysk
Teledysk do utworu powstał w 2003 roku, a za jego reżyserię odpowiadał Sully Erna. Przedstawia występ zespołu na koncercie Pepsi Smash zagranym 30 lipca 2003 roku w Los Angeles.

## Lista utworów
Opracowano na podstawie materiału źródłowego.
Wydanie CD amerykańskie 2003 (Universal/Republic UNIR 21026-2)
| Nr | Tytuł utworu               | Długość |
| -- | -------------------------- | ------- |
| 1. | „Serenity (Radio Edit)”    | 3:45    |
| 2. | „Serenity (Album Version)” | 4:34    |
|    |                            | 8:19    |

Wydanie CD europejskie 2003 (Universal/Republic 0602498146002)
| Nr | Tytuł utworu       | Długość |
| -- | ------------------ | ------- |
| 1. | „Serenity”         | 4:34    |
| 2. | „Re-Align”         | 4:21    |
| 3. | „Time Bomb”        | 3:59    |
| 4. | „Serenity (Video)” |         |
|    |                    | 12:54   |

Wydanie CD europejskie 2003 promo (Universal/Republic/VoodooTribe SMACKCDP1)
| Nr | Tytuł utworu            | Długość |
| -- | ----------------------- | ------- |
| 1. | „Serenity (Radio Edit)” | 3:45    |
|    |                         | 3:45    |

## Notowania na listach przebojów
Notowania tygodniowe
| Lista (2003)                                           | Pozycja |
| ------------------------------------------------------ | ------- |
| Stany Zjednoczone (Bubbling Under Hot 100 (Billboard)) | 13      |
| Stany Zjednoczone (Mainstream Rock (Billboard))        | 7       |
| Stany Zjednoczone (Modern Rock Tracks (Billboard))     | 10      |